# Pot-Limit Omaha High Roller
Das Pot-Limit Omaha High Roller ist ein Pokerturnier, das bei der World Series of Poker in Paradise am Las Vegas Strip gespielt wird. Mit seinem Buy-in von 25.000 bzw. 50.000 US-Dollar zählt es zu den weltweit teuersten Pokerturnieren der Variante Pot Limit Omaha.

## Geschichte
Das Pot-Limit Omaha High Roller wurde 2015 zum ersten Mal ausgetragen und von Anthony Zinno gewonnen. Mit seinem Buy-in von 25.000 US-Dollar war das Turnier der Variante Pot Limit Omaha bei seinen ersten drei Austragungen jeweils nach der Poker Player’s Championship und dem High Roller for One Drop das drittteuerste Event auf dem Turnierplan. 2018 und 2019 lag es in dieser Rangliste auf Platz fünf. 2020 wurde das Turnier aufgrund der COVID-19-Pandemie nicht ausgespielt. Seit der WSOP 2021 wird das Turnier zweimal ausgespielt, dabei beträgt der Buy-in einmal 25.000 und einmal 50.000 US-Dollar. Im Dezember 2023 soll das Turnier auch erstmals außerhalb der Hauptturnierserie, nämlich bei der World Series of Poker Paradise auf den Bahamas, ausgespielt werden.

## Bisherige Austragungen

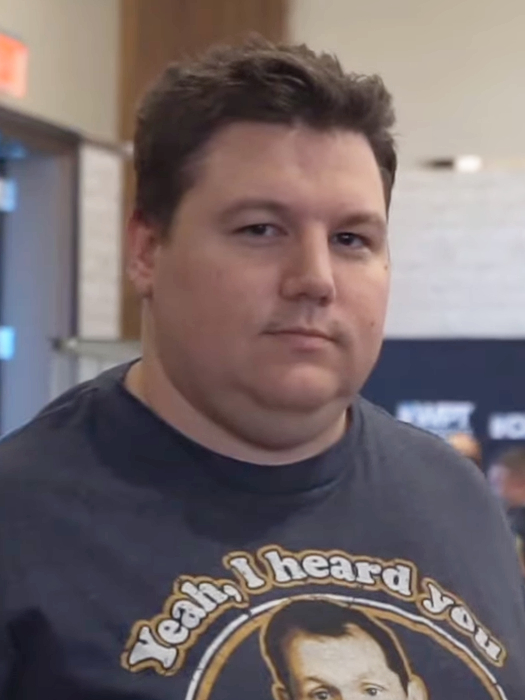
Shaun Deeb gewann das Turnier als einziger Spieler mehrfach

| Jahr   | Buy-in (in $) | Teilnehmer | Sieger                | Herkunft               | Preisgeld (in $) |
| ------ | ------------- | ---------- | --------------------- | ---------------------- | ---------------- |
| 2015 P | 25.000        | 175        | Anthony Zinno         | Vereinigte Staaten     | 1.122.196        |
| 2016 P | 25.000        | 184        | Jens Kyllönen         | Finnland               | 1.127.035        |
| 2017 P | 25.000        | 205        | James Calderaro       | Vereinigte Staaten     | 1.289.074        |
| 2018 P | 25.000        | 230        | Shaun Deeb            | Vereinigte Staaten     | 1.402.683        |
| 2019 P | 25.000        | 278        | Stephen Chidwick      | Vereinigtes Konigreich | 1.618.417        |
| 2021 P | 25.000        | 212        | Shaun Deeb            | Vereinigte Staaten     | 1.251.860        |
| 2021 P | 50.000        | 085        | Jeremy Ausmus         | Vereinigte Staaten     | 1.188.918        |
| 2022 P | 25.000        | 264        | Tong Li               | China Volksrepublik    | 1.467.739        |
| 2022 P | 50.000        | 106        | Robert Cowen          | Vereinigtes Konigreich | 1.393.816        |
| 2023 P | 25.000        | 449        | Ka Kwan Lau           | Hongkong               | 2.294.756        |
| 2023 P | 50.000        | 200        | Jesse Lonis           | Vereinigte Staaten     | 2.303.017        |
| 2023 P | 25.000        | 140        | Nikolaos Lampropoulos | Griechenland           | 0.871.600        |